# Haplocochlias swifti
Haplocochlias swifti är en snäckart som beskrevs av Vanatta 1913. Haplocochlias swifti ingår i släktet Haplocochlias, och familjen Skeneidae. Inga underarter finns listade.